# Австрійське ерцгерцогство
Австрійське ерцгерцогство (нім. Erzherzogtum Österreich) — одна з найважливіших держав у рамках Священної Римської імперії, була центром Габсбурзької монархії і Австрійської імперії. За майже 700 років Австрія перетворилася з прикордонної марки в центр імперії із столицею у Відні. Знаходилось на території сучасної австрійської федеральної землі Нижня Австрія, а також частини Верхньої Австрії.

## Східна марка
За часів раннього середньовіччя територія, яка пізніше стане Австрійським ерцгерцогством була відома під назвою Східна марка або Австрійська марка. Етнічні німецькі мігранти витиснули колишнє слов'янське населення в IX і X столітті, і після битви на річці Лех в 955, край став однією з марок Священної Римської імперії і отримав статус маркграфства у 960. З 976 р., край був під владою династії Бабенбергів.

## Австрійське герцогство
1156 року статус маркграфства був піднятий до статусу герцогства через Privilegium Minus виданий імператором Священної Римської імперії Фрідріха I. У 1278 р. Рудольф І переміг Пржемисла Отакара II і забезпечив у герцогстві владу Габсбургів.

## Австрійське ерцгерцогство
В 1359 р., фальшивка Privilegium Maius була використана герцогом Рудольфом IV щоб підняти статус герцогства до рівня ерцгерцогства, але цей крок не був визнаний Священною Римською імперією. Ернст першим прийняв титул ерцгерцога. Ерцгерцогство не було офіційно визнане, до тих пір, поки Габсбурги не встановили контроль над політикою імператора Священної Римської імперії в 1453 р. під проводом Фрідріха III. Австрія була єдиною державою, яка мала статус ерцгерцогства. З XVI століття, Габсбурги маючи титул ерцгерцог або архікнязь прирівнюються «принци або принцеси з крові» до інших європейських королівських династій. З 1512 р., ерцгерцогство є також центром Імперського округу Священної Римської імперії, Австрійського округу, який в основному складався зі спадкових земель Габсбургів.

## Габсбурзька імперія
У 1804 р., останній імператор Священної Римської імперії Франц II під тиском Наполеона Бонапарта зрікся престолу та став Францем І, першим імператором Австрійської імперії, створеної на базі габсбурзьких володінь, решта Священної Римської імперії розпалася на численні незалежні держави й міста. Австрійське ерцгерцогство продовжувало існувати як коронна земля (Kronland) в рамках імперії, хоча вона була розділена на Верхню і Нижню Австрію. Титул ерцгерцог продовжували використовувати члени імператорської сім'ї і ерцгерцогство формально скасовано лише в 1918 р. році з розпадом Австро-Угорщини і створення окремих федеральних земель Нижня і Верхня Австрія в новітній республіці Німецька Австрія.